# Oulad Nemma
Oulad Nemma (en àrab أولاد النمة, Ūlād an-Nama; en amazic ⵡⵍⴰⴷ ⵏⵎⴰ) és un municipi de la província de Fquih Ben Salah, a la regió de Béni Mellal-Khénifra, al Marroc. Segons el cens de 2014 tenia una població total de 60.076 persones.